# Virgin Mobile
Virgin Mobile – największa na świecie marka wirtualnej telefonii komórkowej, wykorzystywana na sześciu kontynentach przez piętnastu licencjonowanych przez Richarda Bransona operatorów.
Usługi telekomunikacyjne pod marką Virgin Mobile dostępne są: w Wielkiej Brytanii, Australii, Kanadzie, Republice Południowej Afryki, Chile, Polsce, Indiach, Rosji, Zjednoczonych Emiratach Arabskich, Omanie, Meksyku, Peru, Francji, Irlandii i Nowej Zelandii. Na Półwyspie Arabskim, obok Virgin Mobile, działa submarka Friendi Mobile. Virgin Mobile był pierwszym na świecie operatorem wirtualnym, uruchomionym w Wielkiej Brytanii – w 1999 roku. Dziś z usług Virgin korzysta 5,3 miliona Brytyjczyków.
W przeszłości Virgin Mobile działał również w Singapurze i w Katarze. Niepowodzenie Virgin Mobile Singapur było tłumaczone nasyceniem rynku i pozycjonowaniem produktów firmy jako marki „premium”. W lutym 2020 roku Virgin Mobile wycofał się również ze Stanów Zjednoczonych. Decyzje poprzedził brak porozumienia pomiędzy operatorem a sieciami handlowymi – Target, Best Buy, Meijer i Walmart, na których opierała się sprzedaż usług Virgin Mobile w Ameryce. Abonentów Virgin Mobile USA przeniesiono do Boost Mobile.

## Model działania i infrastruktura
Każda marka Virgin Mobile działa niezależnie od pozostałych, stąd też telefony, plany taryfowe i interfejs sieci mogą się różnić w zależności od kraju. Najczęściej w poszczególnych krajach Virgin Mobile powstaje na mocy porozumienia pomiędzy Richardem Bransonem i istniejącym już operatorem sieci komórkowej w danym kraju.
W Wielkiej Brytanii Virgin Mobile wykorzystuje sieć EE, w Stanach Zjednoczonych wykorzystywano sieć Sprint CDMA, w Australii Optus, w Kanadzie Bell Mobility, we Francji Orange, natomiast w RPA Cell C. Sieci te używają różnych technologii: GSM w Wielkiej Brytanii, RPA, Australii, Francji, Polsce oraz CDMA w USA i Kanadzie.
W większości krajów Virgin oferuje sprzedaż przedpłaconą. Poza Wielką Brytanią, sieci Virgin działają w modelu SIM-only, czyli sprzedają jedynie usługi bez sprzętu. W Wielkiej Brytanii, USA, Australii, RPA i w Polsce również sprzedaż abonamentową. W strukturach operatorów działających pod marką Virgin, zatrudnionych jest około 50 tysięcy pracowników.

## Virgin Mobile Polska
Zasugerowano, aby wydzielić z tego artykułu fragmenty do artykułu Virgin Mobile Polska.  (dyskusja)

### Struktura właścicielska
Do czasu przejęcia sieci przez Play w 2020 roku, większościowe udziały w Virgin Mobile Polska miał fundusz Virgin Mobile Central and Eastern Europe powiązany kapitałowo z Richardem Bransonem. Jednym z udziałowców telekomu był również Łukasz Wejchert. Przez kilka lat media branżowe publikowały informacje o planach wykupienia przez Wejcherta całości akcji, jednak do realizacji tych zapowiedzi nie doszło. Od maja 2015 roku prezesem Virgin Mobile Polska jest Grażyna Piotrowska-Oliwa W 2017 roku P4 właściciel sieci Play poinformował o planach przejęcia Virgin Mobile Polska. Transakcję opiewającą na około 60 milionów złotych sfinalizowano 22 kwietnia 2020. Od 21 września 2020 roku Virgin Mobile Polska z siecią Play wchodzi w skład francuskiego koncernu telekomunikacyjnego Iliad. Z dniem 1 czerwca 2022 roku spółka Virgin Mobile Polska sp. z o.o połączyła się z P4 sp.z o.o.

### Rozwój sieci
W Polsce Virgin Mobile jako operator wirtualny rozpoczął działalność 22 sierpnia 2012 roku. Od początku działania na rynku polskim Virgin sprzedaje jedynie usługi, bez możliwości zakupu przez sieć urządzeń (model „SIM-only”). Przez pierwsze 5 lat sieć oferowała usługi przedpłacone (pre–paid), a od stycznia 2017 poszerzono ofertę o usługi abonamentowe. Rozpoczęto też sprzedaż przez panel użytkownika na stronie internetowej operatora, pakietów prywatnej opieki medycznej jednej z ogólnopolskich niepaństwowych lecznic. W grudniu 2017 roku sieć miała 430 tys. klientów i była największym operatorem wirtualnym w Polsce. Sieć nie prowadzi własnych salonów, dystrybucja kart SIM odbywa się w zewnętrznych sieciach handlowych, jak i samodzielnych sklepach i kioskach z prasą. W Warszawie Virgin prowadzi dwa sklepy typu convenience – w centrum handlowym „Złote Tarasy” i na stacji metra „Warszawa Wileńska”.

### Częstotliwości i infrastruktura
Virgin działa w Polsce na pasmach UMTS 900, UMTS 2100, GSM 900, 1800, LTE 1800, korzystając z infrastruktury Play. W przeszłości operator korzystał również z infrastruktury Plusa i T-Mobile